# Бољевићи (Бар)
Бољевићи је насеље у општини Бар у Црној Гори. Према попису из 2003. било је 204 становника (према попису из 1991. било је 194 становника). Насеље се налази у области Црмница.

## Демографија
У насељу Бољевићи живи 169 пунолетних становника, а просечна старост становништва износи 44,1 година (40,3 код мушкараца и 47,7 код жена). У насељу има 70 домаћинстава, а просечан број чланова по домаћинству је 2,91.
Становништво у овом насељу веома је хетерогено.
|  |

| Демографија | Демографија | Демографија |
| Година      | Становника  | Становника  |
| ----------- | ----------- | ----------- |
|             |             |             |
|             |             |             |
|             |             |             |
|             |             |             |
| 1948.       | 365         |             |
| 1953.       | 375         |             |
| 1961.       | 359         |             |
| 1971.       | 339         |             |
| 1981.       | 215         |             |
| 1991.       | 194         | 194         |
| 2003.       | 208         | 204         |
|             |             |             |

| Етнички састав према попису из 2003.‍ | Етнички састав према попису из 2003.‍ | Етнички састав према попису из 2003.‍ | Етнички састав према попису из 2003.‍ | Етнички састав према попису из 2003.‍ |
| ------------------------------------ | ------------------------------------ | ------------------------------------ | ------------------------------------ | ------------------------------------ |
|                                      |                                      |                                      |                                      |                                      |
| Црногорци                            | Црногорци                            |                                      | 114                                  | 55,88%                               |
| Срби                                 | Срби                                 |                                      | 76                                   | 37,25%                               |
| Хрвати                               | Хрвати                               |                                      | 1                                    | 0,49%                                |
| Југословени                          | Југословени                          |                                      | 1                                    | 0,49%                                |
| непознато                            | непознато                            |                                      | 0                                    | 0,0%                                 |

| Година пописа     | 1948. | 1953. | 1961. | 1971. | 1981. | 1991. | 2003. |
| ----------------- | ----- | ----- | ----- | ----- | ----- | ----- | ----- |
| Број домаћинстава | 107   | 105   | 105   | 95    | 63    | 54    | 71    |

| Број чланова      | 1  | 2  | 3  | 4 | 5 | 6 | 7 | 8 | 9 | 10 и више | Просек |
| ----------------- | -- | -- | -- | - | - | - | - | - | - | --------- | ------ |
| Број домаћинстава | 70 | 17 | 21 | 8 | 8 | 9 | 5 | 2 | 0 | 0         | 0      |

| Пол    | Укупно | Неожењен/Неудата | Ожењен/Удата | Удовац/Удовица | Разведен/Разведена | Непознато |
| ------ | ------ | ---------------- | ------------ | -------------- | ------------------ | --------- |
| Мушки  | 82     | 30               | 49           | 2              | 1                  | 0         |
| Женски | 95     | 21               | 46           | 26             | 2                  | 0         |
| УКУПНО | 177    | 51               | 95           | 28             | 3                  | 0         |

| Пол    | Укупно                    | Пољопривреда, лов и шумарство | Рибарство                            | Вађење руде и камена | Прерађивачка индустрија       |
| ------ | ------------------------- | ----------------------------- | ------------------------------------ | -------------------- | ----------------------------- |
| Мушки  | 35                        | 4                             | 0                                    | 0                    | 0                             |
| Женски | 17                        | 3                             | 0                                    | 0                    | 1                             |
| УКУПНО | 52                        | 7                             | 0                                    | 0                    | 1                             |
| Пол    | Производња и снабдевање   | Грађевинарство                | Трговина                             | Хотели и ресторани   | Саобраћај, складиштење и везе |
| Мушки  | 4                         | 3                             | 3                                    | 1                    | 8                             |
| Женски | 0                         | 0                             | 5                                    | 3                    | 0                             |
| УКУПНО | 4                         | 3                             | 8                                    | 4                    | 8                             |
| Пол    | Финансијско посредовање   | Некретнине                    | Државна управа и одбрана             | Образовање           | Здравствени и социјални рад   |
| Мушки  | 0                         | 0                             | 6                                    | 0                    | 2                             |
| Женски | 0                         | 0                             | 2                                    | 0                    | 1                             |
| УКУПНО | 0                         | 0                             | 8                                    | 0                    | 3                             |
| Пол    | Остале услужне активности | Приватна домаћинства          | Екстериторијалне организације и тела | Непознато            | Непознато                     |
| Мушки  | 4                         | 0                             | 0                                    | 0                    | 0                             |
| Женски | 2                         | 0                             | 0                                    | 0                    | 0                             |
| УКУПНО | 6                         | 0                             | 0                                    | 0                    | 0                             |